# Autódromo Ciudad de Rafaela
Das Autódromo Ciudad de Rafaela – auch bekannt als Autodromo Ingeniero Juan R. Bascolo – ist eine Motorsport-Rennstrecke in Rafaela, Provinz Santa Fe, Argentinien, und mit 2,8 Meilen (4,62 km) Länge der einzige Superspeedway Südamerikas.

## Geschichte

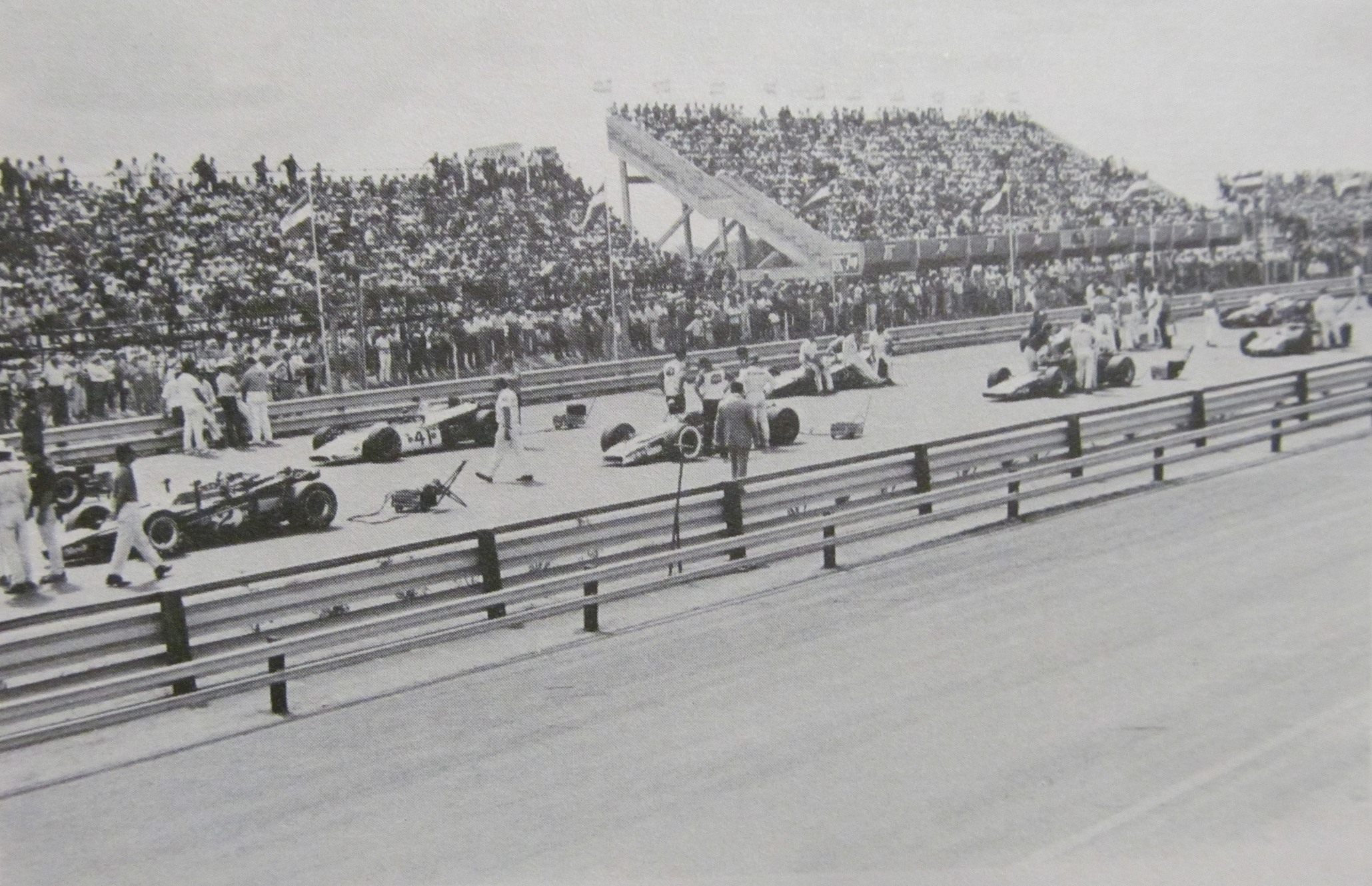
300-Millas-Indy-Rennen 1971 auf dem Autódromo de Rafaela

Der Bau der Strecke begann 1952 und die Eröffnung erfolgte ein Jahr später. Erst 1966 wurde der bis dahin unbefestigte Lehm-Kurs asphaltiert. Der im Besitz des Sportvereins Atlético de Rafaela befindliche Kurs war von 1954 bis 1971 Austragungsort des Rennens 500 Millas Argentinas. Das USAC-Rennen Rafaela Indy 300 wurde 1971 hier ausgetragen und von Al Unser in einem Colt-Ford Turbo gewonnen.

## Streckenbeschreibung
Der Superspeedway hat eine Länge von 4,62 km und eine Kurvenüberhöhung von etwa 20°. Die Geschwindigkeiten können durch 4 optionale Schikanen eingebremst werden. Heutzutage wird hauptsächlich die verkürzte, 3,06 km lange Straßenkursvariante für nationale Rennen benutzt.

## Veranstaltungen
Aktuell (Stand 2024) starten folgende Serien auf der Strecke:
- ACTC Turismo Carretera
- ACTC Turismo Carretera Pista
- TC 4000 Santafesino
- Fórmula 3 Santafesina